# Ferrariana submarginalis
Ferrariana submarginalis är en insektsart som först beskrevs av Henry Fairfield Osborn 1926.  Ferrariana submarginalis ingår i släktet Ferrariana och familjen dvärgstritar. Inga underarter finns listade i Catalogue of Life.